# Liste der Kulturdenkmäler in Dorsheim
In der Liste der Kulturdenkmäler in Dorsheim sind alle Kulturdenkmäler der rheinland-pfälzischen Ortsgemeinde Dorsheim aufgeführt. Grundlage ist die Denkmalliste des Landes Rheinland-Pfalz (Stand: 2. August 2023).

## Einzeldenkmäler
| Bezeichnung                                        | Lage                 | Baujahr                     | Beschreibung                                                                              | Bild                           |
| -------------------------------------------------- | -------------------- | --------------------------- | ----------------------------------------------------------------------------------------- | ------------------------------ |
| Wohnhaus                                           | Binger Straße 9 Lage | Anfang des 19. Jahrhunderts | verputztes Fachwerkhaus eines Dreiseithofes, Anfang des 19. Jahrhunderts                  | BW                             |
| Katholische und evangelische Kirche St. Laurentius | Weinbergstraße Lage  | 1833/34                     | klassizistischer Saalbau von 1833/34, ab 1895 Simultaneum, seit 1923 durch Mauer getrennt | weitere Bilder Fotos hochladen |